# Con đường tơ lụa
Con Đường Tơ Lụa (giản thể: 丝绸之路; phồn thể: 絲綢之路; Hán-Việt: Ti trù chi lộ; bính âm: sī chóu zhī lù, tiếng Thổ Nhĩ Kỳ: İpekyolu) là một hệ thống các con đường buôn bán nổi tiếng đã từ hàng nghìn năm nối châu Á với châu Âu (cách hay nói là giữa phương Đông và phương Tây).

## Địa lý
Con đường tơ lụa to lớn bắt đầu từ Phúc Châu, Hàng Châu, Bắc Kinh, Trường An (Trung Quốc) qua Mông Cổ, Ấn Độ, Afghanistan, Kazakhstan, Iran, Iraq, Thổ Nhĩ Kỳ, Hy Lạp, xung quanh vùng Địa Trung Hải và đến tận toàn châu Âu. Con đường cũng đi đến cả Triều Tiên và Nhật Bản (Và thậm chí là ở 2 miền Bắc-Nam Việt Nam). Nó có chiều dài khoảng 4.000 dặm, hay là 6.437 km.

## Lịch sử
Trung Quốc là nước đầu tiên tìm ra cách trồng dâu nuôi tằm, lấy kén ươm tơ, dệt lụa sớm nhất trên thế giới, xuất hiện ít nhất là khoảng 5.300 năm trước. Tơ lụa thời đó được dành riêng cho vua chúa và hàng quý tộc, sau này lụa tơ tằm được đưa đi các vùng. Con đường tơ lụa dần dần được hình thành từ đó.
Thế kỷ 2 trước Công Nguyên, Trương Khiên nhận lệnh từ Hán Vũ Đế đi về phía Tây tìm người Nguyệt Chi nhằm kết đồng minh chống lại quân Hung Nô. Trải qua nhiều gian khổ, Trương Khiên đã tìm được người Nguyệt Chi ở nơi là miền Bắc Ấn Độ ngày nay. Trên đường về ông cùng tùy tùng đã mang theo nhiều sản vật mà triều đình rất quan tâm. Nhờ đó những tuyến đường nhỏ trước đây đã được kết nối lại với nhau, nhiều tuyến mới được khai phá và an toàn hơn do được sự bảo vệ của triều đình. Tuyến đường mà Trương Khiên đã khai phá được người đời sau gọi là Con đường tơ lụa.

## Giao lưu văn hóa
Con đường tơ lụa là một con đường huyền thoại nối liền Trung Hoa rộng lớn với vùng Tây Á, gắn liền với hàng ngàn câu chuyện truyền thuyết xa xưa. Không đơn thuần chỉ là huyết mạch thông thương buôn bán của những "thương nhân lạc đà", Con đường tơ lụa còn là một hành trình văn hóa, tôn giáo đa dạng được hòa trộn.
Trường An (nay là Tây An) là nơi các thương gia Trung Hoa tập kết hàng hóa, tơ lụa để chuẩn bị cho những chuyến buôn bán lớn qua Con đường tơ lụa. Lạc đà là phương tiện vận chuyển chủ yếu trên con đường thương mại này.
Con đường tơ lụa được coi là một hệ thống những con đường thương mại lớn nhất thế giới thời cổ đại và được coi như cầu nối giữa hai nền văn minh Đông và Tây.
Nhà địa lý học danh tiếng người Đức Ferdinand von Richthofen chính là người khai sinh ra cái tên bằng tiếng Đức Seidenstraße (Con đường tơ lụa) khi ông xuất bản hàng loạt những cuốn sách và những bài nghiên cứu vào giữa thế kỷ 19 về con đường thương mại cổ đại này. Tuy nhiên lịch sử của Con đường tơ lụa có từ trước đó rất lâu. Theo những tài liệu còn lưu lại, Trương Khiên (張騫) người Trung Quốc là người đầu tiên đặt những viên gạch xây nên nền móng của con đường thương mại này. Vào thời nhà Hán (206 TCN-220), ông phải mang những văn kiện ngoại giao từ Trung Quốc đi về vùng đất phía Tây. Chính chuyến Tây du này đã hình thành nên một con đường thương mại phồn thịnh bậc nhất thời bấy giờ.

## Kinh tế
Con đường tơ lụa được hình thành từ thế kỷ 2 TCN nhưng ban đầu, con đường này được thành lập với ý định quân sự nhiều hơn mục tiêu thương mại. Muốn tìm được những đồng minh nhằm khống chế bộ lạc Hung Nô (匈奴), năm 138 TCN, vua Hán Vũ Đế đã cử Trương Khiên đi về phía Tây với chiếu chỉ ngoại giao trong tay, nhưng không may Trương Khiên đã bị chính bộ lạc Hung Nô bắt và giam giữ. Sau 10 năm bị bắt giữ, Trương Khiên trốn khỏi trại và vẫn tiếp tục nhiệm vụ, ông hành trình về Trung Á, Tây Vực. Tiếp kiến biết bao vị thủ lĩnh ở khu vực này nhưng chẳng ai chịu giúp nhà Hán cả. Năm 126 TCN, Trương Khiên trở về nước. Tuy thất bại nhưng với những kiến thức và thông tin thu được, ông đã viết cuốn sách Triều dã kim tài trong đó đề cập đến những vùng đất ông đã đặt chân tới, vị trí địa lý, phong tục tập quán, sản vật, hàng hóa và đặc biệt là tiềm năng giao thương.
Triều dã kim tài đã kích thích mạnh các thương gia Trung Hoa. Sau đó Con đường tơ lụa dần được hình thành, người Trung Hoa mang vải lụa, gấm vóc, sa, nhiễu... đến Ba Tư và La Mã đồng thời những doanh nhân các vùng khác cũng tìm đường đến với Trung Hoa.
Thời kỳ đầu, những bậc đế vương và những nhà quý tộc của La Mã thích lụa Trung Hoa đến mức họ cho cân lụa lên và đổi chỗ lụa đó bằng vàng với cân nặng tương đương. Chuyện cũng nói rằng Nữ hoàng Ai Cập Cleopatra lúc đó chỉ diện váy lụa Trung Quốc mà thôi. Chính trị thời đó cũng có ảnh hưởng lớn đến Con đường tơ lụa. Khi nhà Hán suy vong vào thế kỷ 3, Con đường tơ lụa cũng bị đình lại.
Năm 607, quan viên nhà Tùy là Bùi Củ (裴矩) trở về sau khi thực hiện một chuyến vi hành các nước Tây Vực, và do biết rằng Dạng Đế đang tìm kiếm các mục tiêu để tiến hành chinh phục, Bùi Củ đề xuất với Dạng Đế rằng các nước Tây Vực có rất nhiều châu báu và rằng sẽ dễ dàng thôn tính Thổ Dục Hồn. Do vậy, Dạng Đế bắt đầu tính đến việc tấn công Thổ Dục Hồn để mở ra con đường tơ lụa.
Năm 608, Bùi Củ đã thuyết phục các bộ tộc Thiết Lặc tấn công Thổ Dục Hồn, quân Thiết Lặc đại phá quân Thổ Dục Hồn. Mộ Dung Phục Doãn đưa các thần dân chạy về phía đông, vào Tây Bình quận (gần tương ứng với Tây Ninh, Thanh Hải ngày nay), khiển sứ thỉnh hàng cầu cứu Tùy Dạng Đế. Dạng Đế phái An Đức vương Dương Hùng (楊雄) và Hứa công Vũ Văn Thuật (宇文述) đến tiếp ứng cho Mộ Dung Phục Doãn. Tuy nhiên, khi quân của Vũ Văn Thuật đến Lâm Khương thành, Mộ Dung Phục Doãn trở nên sợ hãi trước sức mạnh của quân Tùy và quyết định chạy trốn về phía tây. Vũ Văn Thuật dẫn binh truy kích, chiếm được hai thành Mạn Đầu và Xích Thủy, chém được trên 3000 thủ cấp, bắt được 200 quý tộc và 4.000 hộ Thổ Dục Hồn mới về. Mộ Dung Phục Doãn chạy về tây nam đến vùng núi tuyết hoang vu, đất cũ của Thổ Dục Hồn rộng 4000 lý theo chiều đông tây và 2000 lý theo chiều bắc nam rơi vào tay nhà Tùy. Triều đình Tùy đặt 4 quận: Thiện Thiện, Thả Mạt, Tây Hải, Hà Nguyên để quản lý hành lang Hà Tây, đưa những tội nhân đến đày ở đất này.
Năm 609, Mộ Dung Phục Doãn đã dẫn quân thoát ra khỏi vùng núi tuyết và đoạt lại đất đai bị mất, sang tháng 5 ÂL, Dạng Đế thân chinh tấn công Thổ Dục Hồn. Quân của Dạng Đế mặc dù gặp những thất bại nhỏ song đã một lẫn nữa buộc Mộ Dung Phục Doãn phải chạy trốn, tái khẳng định quyền kiểm soát của Tùy đối với các vùng đất cũ của Thổ Dục Hồn. Có trong tay Mộ Dung Thuận, Dạng Dế phong người này làm khả hãn, dưới sự trợ giúp của Đại Bảo vương Ni Lặc Chu (尼洛周), tiến về phía tây để cố nắm quyền kiểm soát đối với người Thổ Dục Hồn. Tuy nhiên, đến Tây Bình quận thì Ni Lặc Chu bị bộ hạ sát hại, và Mộ Dung Thuận lại trở về Tùy.
Cùng năm 609, sau khi diệt Thổ Dục Hồn, Tùy Dạng Đế đến Trương Dịch chiêu kiến quân chủ các nước Tây Vực. Kết quả, quân chủ và đại thần của 27 nước Tây Vực đến dự yến, như Cao Xương vương Khúc Bá Nhã.
Để thể hiện sự giàu có đầy đủ của quốc gia, vào tết Nguyên Tiêu năm 610, Tùy Dạng Đế ở đông đô cho biểu diễn nhạc vũ tạp kỹ chiêu đãi các thương nhân người Tây Vực, giữa đêm đốt đèn chiếu sáng như ban ngày, trăng lặn mới thôi. Đồng thời mời người Tây Vực uống rượu no say, người Tây Vực qua đó nhận thấy sự phô trương xa hoa quá độ của Tùy Dạng Đế cùng sự giàu có của nhà Tùy nên về sau càng ra sức tiến hành giao thương mậu dịch, nhờ đó triệt để mở ra con đường tơ lụa đã bị đóng lại hơn ba trăm năm từ thời Ngụy Tấn Nam - Bắc triều.
Khi nhà Đường hưng thịnh, tiếp tục kế thừa cùng phát triển con đường tơ lụa này. Cũng vào thời Đường, do thấy được giá trị của con đường giao thương Đông - Tây này, các vị hoàng đế đã ban hành hàng loạt những chiếu chỉ nhằm khuyến khích thương mại và cũng từ đó, những nhà truyền giáo đã bắt đầu tìm đến với phương Đông. Con đường tơ lụa dưới triều Đường đã trở thành một điểm nhấn rõ nét trong lịch sử thương mại thế giới.
Đến thế kỷ 10, nhà Đường bị lật đổ, Con đường tơ lụa cũng bị suy thoái dần. Tuy nhiên với sự hùng mạnh của đế quốc Nguyên Mông, công việc buôn bán sau đó lại thịnh vượng. Dưới triều Nguyên, một người Ý nổi tiếng là Marco Polo (1254-1324) đã lưu lạc đến Trung Quốc và làm quan ở đây 20 năm, sau đó ông trở về nước bằng Con đường tơ lụa. Ông cũng là người có đóng góp cho sự phát triển của mối giao thương Đông - Tây khi viết nên cuốn sách Marco Polo du ký (tiếng Ý: Il Milione) kể về toàn bộ quá trình lưu lạc đến phương Đông của mình trong đó có đề cập đến những chuyến hàng đầy ắp sản vật trên Con đường tơ lụa.
Nhưng đến giữa thời nhà Minh, Con đường tơ lụa đã bị vương triều này khống chế và bắt mọi người phải nộp thuế rất cao cũng như vương triều này chủ trương đóng cửa đất nước ở cả trên bộ lẫn trên biển và bế quan tọa cảng khiến cho những thương gia nước ngoài phải tìm đến những con đường vận chuyển bằng đường biển hoặc không giao thương với nước Trung Hoa nữa hoặc cả 2. Với việc giao thương qua đường biển phát triển (hình thành Con đường tơ lụa trên biển). Từ thế kỷ thứ 7, Quảng Châu đã được xem là nơi khởi đầu của Con đường tơ lụa trên biển. Trước tiên là các thương gia Ả Rập và sau đó là Bồ Đào Nha, Anh, Pháp, Hà Lan lần lượt kéo đến giao lưu buôn bán và trao đổi. Quảng Châu tràn ngập hàng hoá của nước ngoài và bản địa, Con đường tơ lụa trên bộ dần dần biến mất. Hồi chuông cáo chung của Con đường tơ lụa này vang lên cũng là lúc người Ba Tư (Iran ngày nay) đã dần học được cách làm tơ lụa của người Trung Hoa và việc trung chuyển tơ lụa từ đó giảm hẳn do người Ba Tư tự làm và bán trực tiếp cho La Mã chứ không nhập khẩu từ nước Trung Hoa nữa.

## Nghiên cứu khảo cổ và di vật
Trong những chuyến khảo cổ sau này, người ta đã tìm ra khoảng 50.000 cổ vật nằm rải rác trên Con đường tơ lụa. Chúng là những hiện vật vô giá về lịch sử thương mại thời xưa. Con đường tơ lụa với những chuyến hàng đầy ắp đã trở thành dĩ vãng, những dấu chân lạc đà giờ đã bị cát bụi sa mạc xóa nhòa nhưng cái tên "Con đường tơ lụa" sẽ còn mãi trong lịch sử như một cây cầu kết nối ngoại thương giữa hai nền văn minh Trung Quốc và La Mã.
Dọc theo Con đường tơ lụa có sự hoà trộn và biến hoá trong đức tin tại các địa phương khác nhau đã làm nảy sinh nhiều kiểu đạo Phật khác nhau và có khi không hề giống với đạo Phật nguyên thủy tại Ấn Độ.
Từ kỹ thuật nấu rượu tới Phật giáo và thường được "đổi" bằng hàng hóa, sản vật, người Trung Hoa chuyển đi tơ lụa, thuốc súng, giấy và gốm sứ bằng Con đường tơ lụa. Đổi lại, những kiến thức về thiên văn học giúp Trung Quốc làm sâu thêm những hiểu biết của mình về vũ trụ. Những bản vẽ Mặt Trăng, ngôi sao đã chứng tỏ sự khao khát tìm tòi của người Trung Hoa về vũ trụ. Một tấm bản đồ tìm được ở Đôn Hoàng, Cam Túc làm người ta phải ngạc nhiên: toàn bộ 1.500 vì sao mà con người biết đến 8 thế kỷ sau này đều giống với những gì đã được tả trong tấm bản đồ đó.
Bất chấp vô số những kỳ quan phương Đông mà các thương gia phương Tây đã miêu tả trong các chuyến đi dọc theo Con đường tơ lụa, vẫn có rất nhiều người hoài nghi việc con đường đó có thực sự tồn tại hay không. Chỉ sau khi cha con nhà thám hiểm người Venezia - Niccolò Polo và Marco Polo - trở về sau chuyến hành trình thứ hai, người ta mới bắt đầu tin rằng Con đường tơ lụa là có thật.
Theo bà Susan Whitfield, "Con đường tơ lụa là con đường: Thương mại, Du hành, Chiến tranh và Niềm tin" và gần 800 năm sau chuyến hành trình của Marco Polo, Con đường tơ lụa huyền thoại lại được tái hiện trong cuộc triển lãm do Thư viện Anh vừa tổ chức năm 2004 giúp cho công chúng nhận biết những giá trị thực của Con đường tơ lụa. Chứng tỏ những ảnh hưởng của Con đường tơ lụa đối với những nền văn minh dọc theo con đường là một thành công cực lớn của cuộc triển lãm. Người ta đã phải mất công chuẩn bị suốt 5 năm, và những hiện vật từ Bảo tàng Guimet ở Paris, Pháp, Bảo tàng Nghệ thuật Ấn Độ ở Berlin, Đức, Bảo tàng Miho ở Tokyo, Nhật Bản và bộ sưu tập riêng của Thư viện Anh... đã truyền cho công chúng niềm cảm hứng mà Withfield đã có được sau 20 năm tìm tòi về Trung Hoa cổ đại do làm việc lâu năm ở Trung Quốc.
Con đường tơ lụa đã ăn sâu vào suy nghĩ của nhiều người là những hình ảnh của những đàn súc vật chất đầy hàng hoá, tơ lụa trên lưng, nhẫn nại hướng tới những miền đất lạ.

## Con đường tơ lụa trên biển
- Ulsan, Hàn Quốc
- Ninh Ba, Trung Quốc
- Tuyền Châu, Trung Quốc
- Quảng Châu, Trung Quốc
- Hội An, Việt Nam
- Colombo, Sri Lanka
- Debal, Pakistan
- Poompuhar, Tamil Nadu, Ấn Độ
- Korkai, Tamil Nadu, Ấn Độ
- Musiri, Kerala, Ấn Độ
- Goa, Ấn Độ
- Mumbai, Ấn Độ
- Cochin, Ấn Độ
- Masulipatnam, Ấn Độ
- Lothal, Ấn Độ
- Derbent, Nga
- Astrakhan, Nga
- Muscat, Oman
- Aden, Yemen
- Suez, Ai Cập
- Ayas, Thổ Nhĩ Kỳ
- Venice, Ý
- Roma, Ý

## Đông Nam Á
- Kedah (Buổi đầu lịch sử của Kedah)
- Langkasuka
- Ligor
- Chi Tu
- Gangga Nagara
- Malacca
- Pan Pan
- Muziris, Ấn Độ
- Chân Lạp, Ấn Độ
- Khmer/Kambuja
- Srivijaya, Indonesia
- Pasai, Indonesia
- Perlak, Indonesia
- Luy Lâu, Việt Nam
- Hà Nội, Việt Nam
- Vân Đồn, Việt Nam
- Phố Hiến, Việt Nam
- Hội An, Việt Nam
- Cù Lao Chàm, Việt Nam
- Vijaya, Chăm Pa (Thị Nại, Việt Nam)
- Óc Eo, Phù Nam (Việt Nam)